# Монте-Лема
Монте-Лема (итал. Monte Lema) — гора высотой 1621 м., расположенная в Лепонтинских Альпах.
Из коммуны Мильелья, расположенной в округе Лугано, можно добраться до вершины горы Монте-Лема за 10 минут. На вершине горы расположены обсерватория и метеорологическая станция.

## Галерея

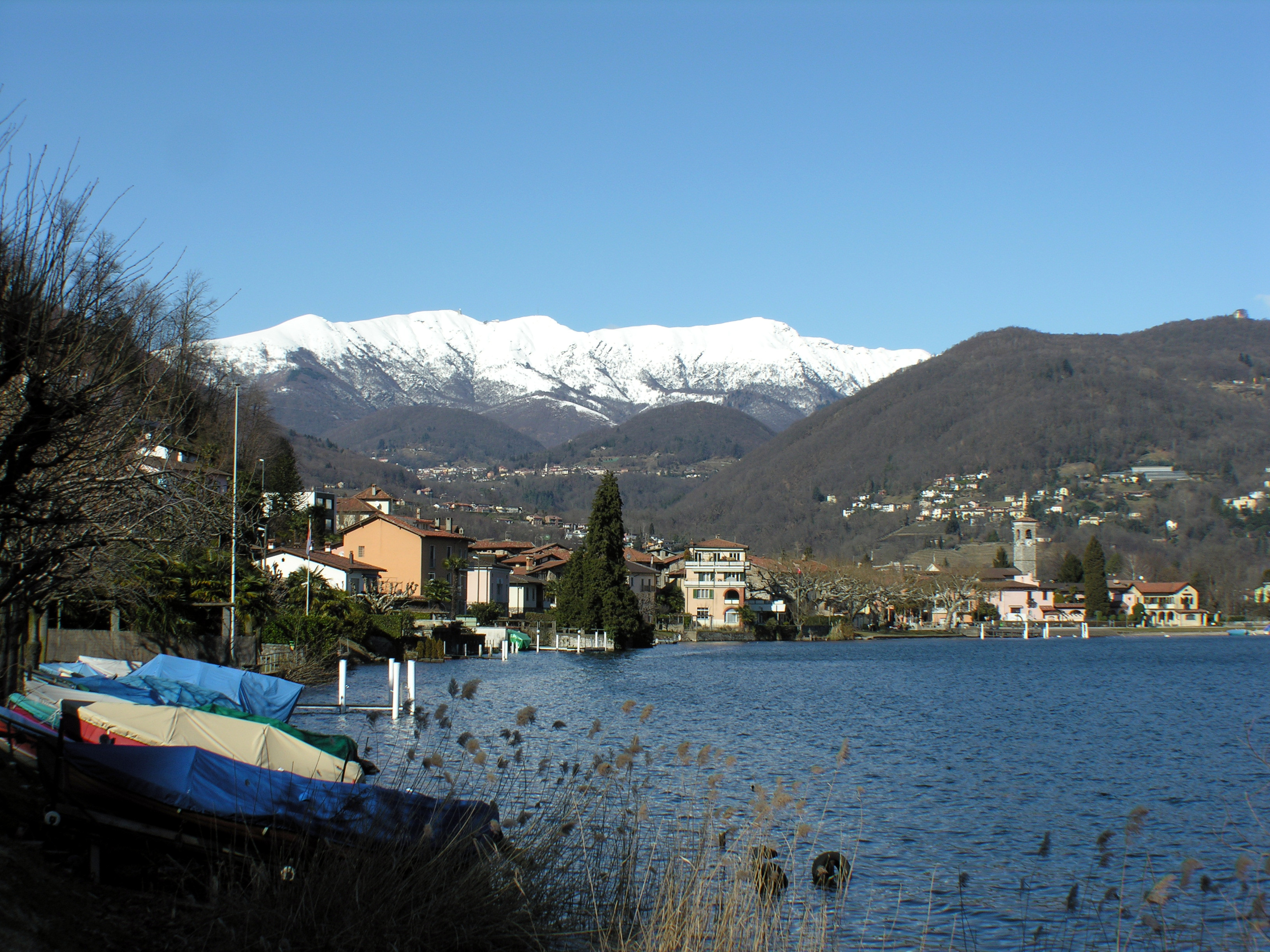
Вид на Монте-Лема из Казлано
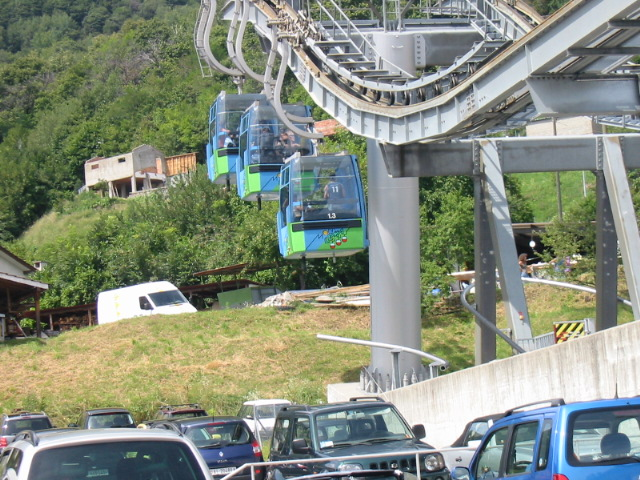
Фуникулёр к горе Монте-Лема
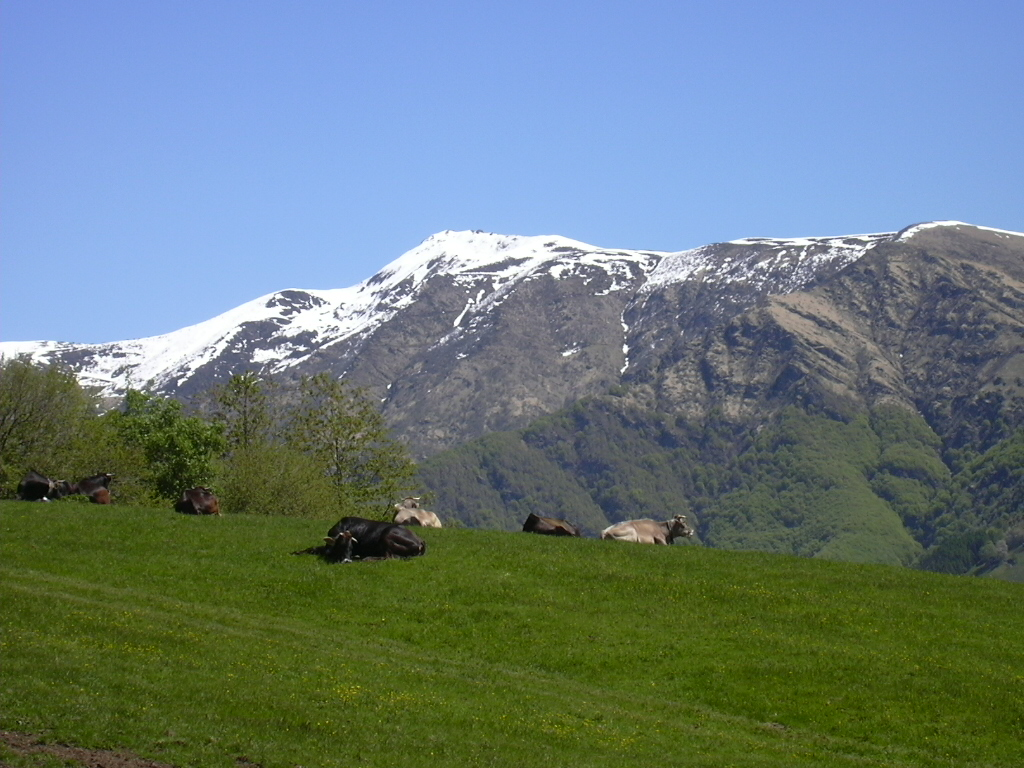
Вид на Монте-Лема